# Emirates National Oil Company
Emirates National Oil Company (ENOC) — нефтегазовая компания Объединённых Арабских Эмиратов, штаб-квартира в Дубае. Добычу нефти и газа ведёт дочерняя компания Dragon Oil в Туркменистане и других странах.

## История
Emirates National Oil Company была создана в 1993 году объединением нескольких национализированных нефтегазовых компаний ОАЭ. В 1999 году был куплен контрольный пакет акций ирландской компании Dragon Oil, в 2015 году она была поглощена полностью.

## Деятельность
Средний уровень добычи в 2017 году составлял 83 952 баррелей н.э. Нефтедобычу компания ведёт в Туркменистане (Челекен), Алжире, Египте, Афганистане, Ираке. Производительность НПЗ — 140 тыс. баррелей в сутки. Компания имеет собственную сеть АЗС в Эмиратах, а также является крупным поставщиков авиационного топлива.